# Édouard Lalo
Édouard Lalo (Lilla, 27 de gener de 1823 - París, 22 d'abril de 1892) fou un compositor francès.

## Biografia
Édouard Lalo va estudiar violí i violoncel al Conservatori de Lilla i més tard, a l'edat de setze anys, es va traslladar a París, contra la voluntat de son pare, per tal de continuar els seus estudis musicals, seguint cursos de violí al Conservatori d'aquesta ciutat. També a París va establir amistat amb Eugène Delacroix.

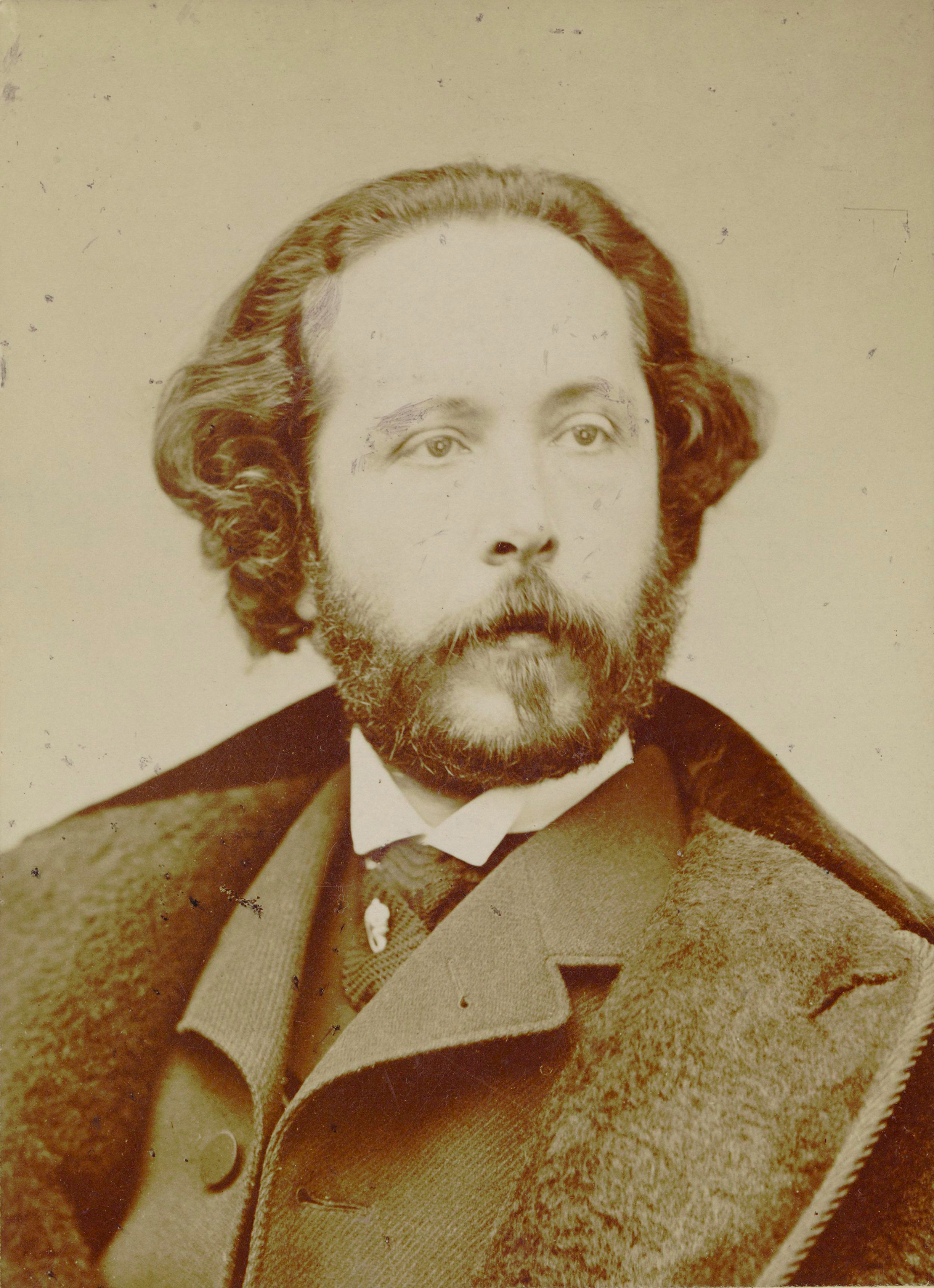
Lalo el 1865

Llevat de dues simfonies — destruïdes, segons sembla, pel mateix compositor —, les seves primeres composicions van estar destinades a petits conjunts instrumentals o vocals, d'entre les quals destaquen les sis Romances populaires (1849), les Six Mélodies, sobre poemes de Victor Hugo (1856), dos Trios amb piano (entre 1850 i 1852) i diferents peces per a violí i piano.
El 1855, junt amb Jules Armingaud va participar en la creació del Quartet Armingaud, l'objectiu del qual era donar a conèixer les obres dels mestres alemanys. Quatre anys més tard, va compondre el seu Quartet de corda. El 1866, va concloure Fiesque, la seva primera òpera, que mai no va ser duta a l'escena però que va nodrir altres obres, com ara el Divertissement pour orchestre (1872) o la Simfonia en sol menor (1886).
La dècada de 1870 va ser especialment fecunda per a Lalo: a més del Concert per a violí (1873) i el Concert per a violoncel (1877), Lalo va escriure les dues més cèlebres obres, la Simfonia Espanyola (1874) i l'òpera Le Roi d'Ys (1875-1881). Va adquirir notorietat amb la primera d'aquestes obres, que de fet és un concert per a violí en cinc moviments. Es tracta d'una composició brillant que va ser estrenada pel violinista espanyol Pablo Sarasate i que ha restat sempre molt popular. El seu Concert per a violoncel, encara que menys apreciat, és una obra molt interessant. Quant a l'òpera Le Roi d'Ys, no va ser estrenada fins a l'any 1888, però va aconseguir un èxit triomfal.
Entre les seves composicions d'envergadura destaca el ballet Namouna (1882), que va compondre sota comanda de l'Òpera de París i que va ser coreografiat per Lucien Petipa. Aquesta obra va obtenir una freda acollida, entre l'escridassada del públic i l'entusiasme de molts dels seus col·legues músics, com Debussy, Fauré o Chabrier. S'ha mantingut al repertori en forma de suite orquestral.

## Les seues aportacions
Lalo és apreciat principalment per la riquesa de la seua tècnica orquestral, però també se li reconeix la seua tasca com a intèrpret i com a compositor en la renovació de la música de cambra francesa del seu temps. El seu Quartet de corda revela uns forta influència de Beethoven, però també deixa entreveure un vigor rítmic molt personal.
Contemporània de Carmen de Bizet, la Simfonia Espanyola per a violí i orquestra és una de les primeres obres orquestrals franceses que van utilitzar material folklòric espanyol. Aquest interès de Lalo per la música popular es troba també en la Fantasia Noruega (1878), en la Rapsòdia Noruega (1879), en el Concert Rus (1879), així com en la «llegenda bretona» de Le Roi d'Ys. En aquesta obra, Lalo, renunciant a la influència wagneriana, utilitza formes breus i palesa una gran capacitat d'invenció melòdica i rítmica, sostingudes per una rica escriptura harmònica.
Està soterrat al cementeri parisenc de Père Lachaise.

## Obres principals
- Música orquestral:

Aubade, per a deu instruments (1872)
Divertissement (1872)
Concert per a violí (1873)
Simfonia Espanyola (1874)
Concert per a violoncel (1877)
Rapsòdia Noruega (1879)
Simfonia (1886)
Concert per a piano (1889)
- Música de cambra:

Sonata per a violí (1853)
Sonata per a violoncel (1856)
Tres trios amb piano
Quartet de corda
- Musica vocal:

Cinc lieder sobre textos de Lamartine, Laprade i Silvestre (1879).
Sis melodies sobre poemes de Victor Hugo (1855)
Tres melodies sobre Musset
- Òperes :

Fiesque (1866)
Le Roi d'Ys (1888)
- Ballet:

Namouna (1882)